# Søndre Sandøy
Søndre Sandøy  est une île de la commune de Hvaler , dans le comté d'Østfold en Norvège.

## Description

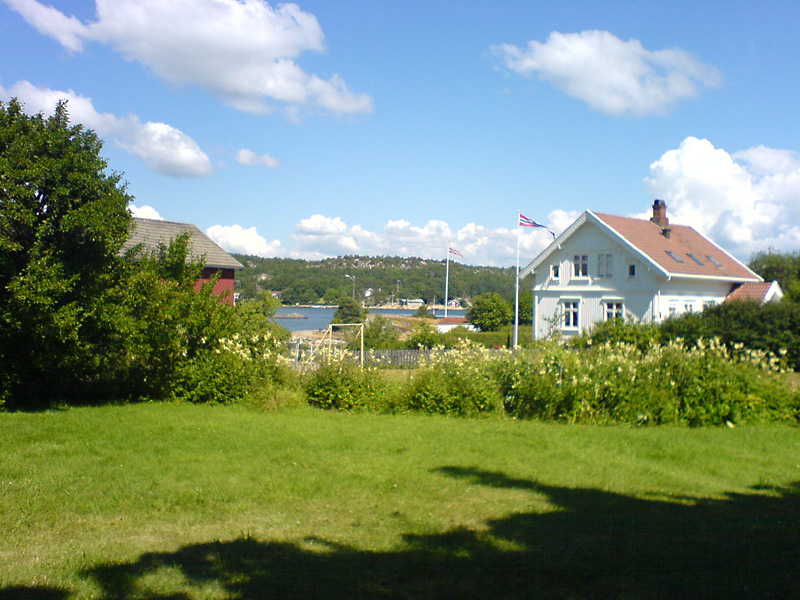
Gravningsund

L'île de 2,5 km2 est au sud de Nordre Sandøy et se trouve dans le sud de l'Oslofjord extérieur. Elle est séparée du continent par le détroit de Sekken qui forme la frontière avec la Suède. Kirkøy se trouve immédiatement à gauche. L'île est devenue une zone de villégiature avec plus de 500 chalets, mais il y a aussi un certain nombre de résidents permanents. Le développement est concentré dans deux zones, toutes deux avec des arrêts de ferry : Nedgården et Gravningsund. Les véhicules à moteur sont interdits sur l'île sans autorisation spéciale.
Søndre Sandøy contient une grande forêt d'épicéa et de pin, des plages de sables et des sentiers de randonnée.

## Histoire
Parmi les reliques du passé, la plus ancienne est un tumulus funéraire vieux de plus de 3.000 ans datant de l'âge du bronze. De là, vous pouvez voir le tumulus funéraire de Herføl.

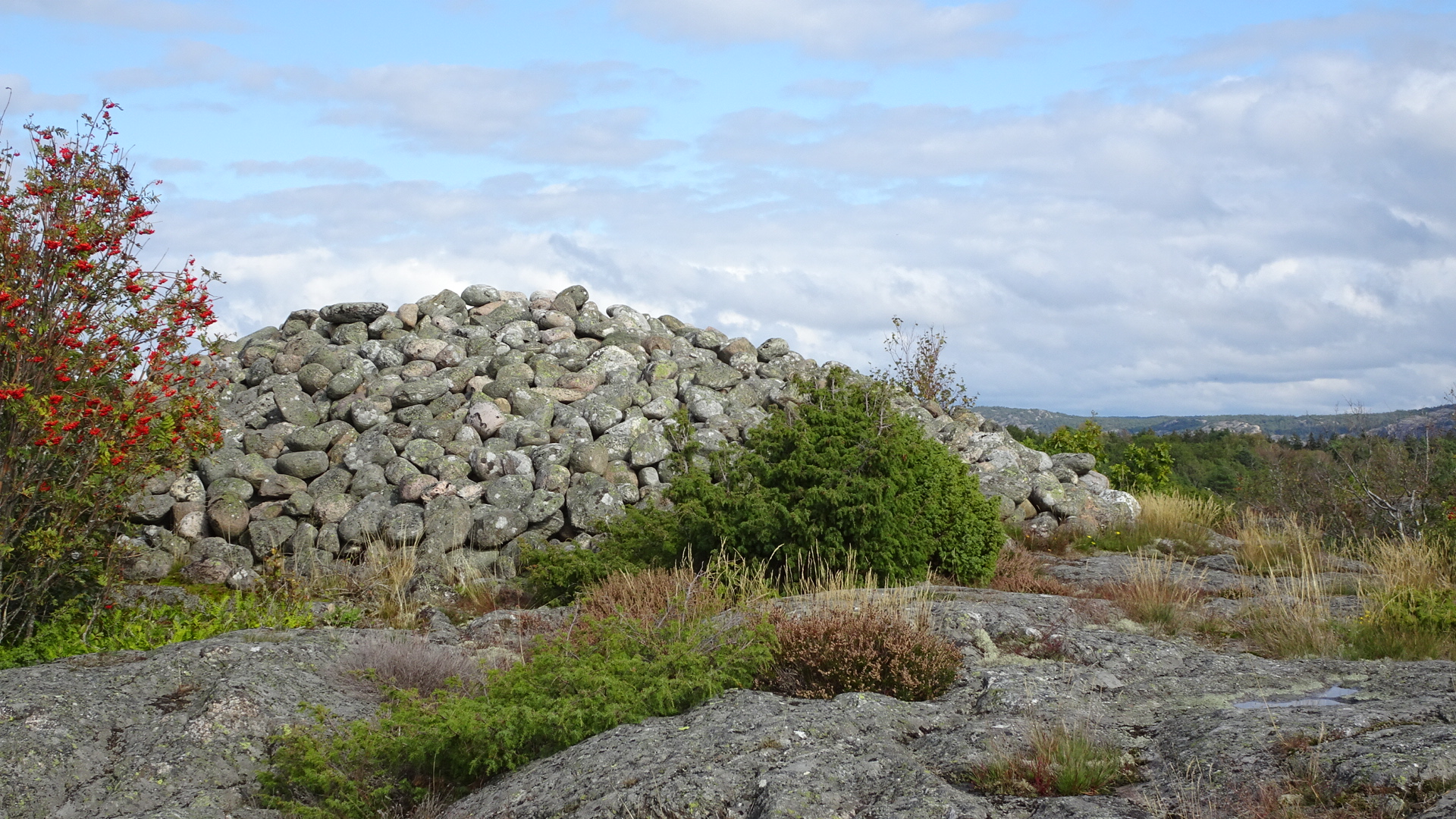
Tumulus de Søndre Sandøy

En outre, il existe d'anciennes fondations de maisons, probablement du Moyen Âge. Selon l'archiviste du comté, il s'agit probablement de cabanes utilisées lors de la pêche saisonnière par les pêcheurs du continent.
Il y avait beaucoup d'activité ici pendant la pêche au hareng. Au XIXe siècle, il y avait des salines de hareng à Gravningsundet. On peut encore voir les vestiges des salines. C'est ici que le prince Christian Frederik de Danemark débarqua sur le sol norvégien le 21 mai 1813, envoyé comme gouverneur. C'est lui qui convoqua l'assemblée nationale à Eidsvoll qui adopta la Constitution et fut roi de Norvège du 17 mai au 14 août 1814. Les Allemands avaient une base sur l'île pendant la Seconde Guerre mondiale.

## Galerie

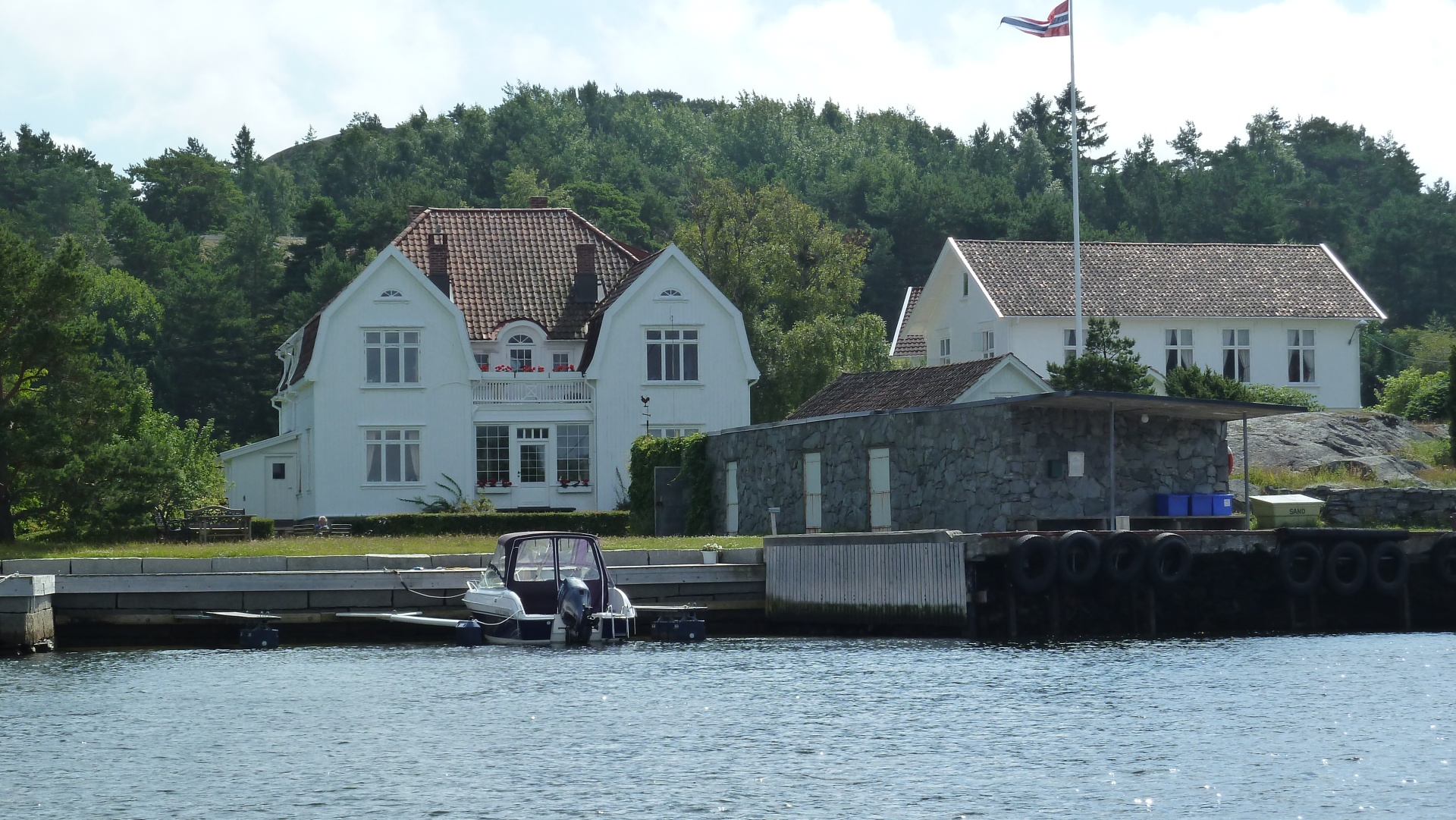
Ancien poste de douane et magasin général à Gravningsund.
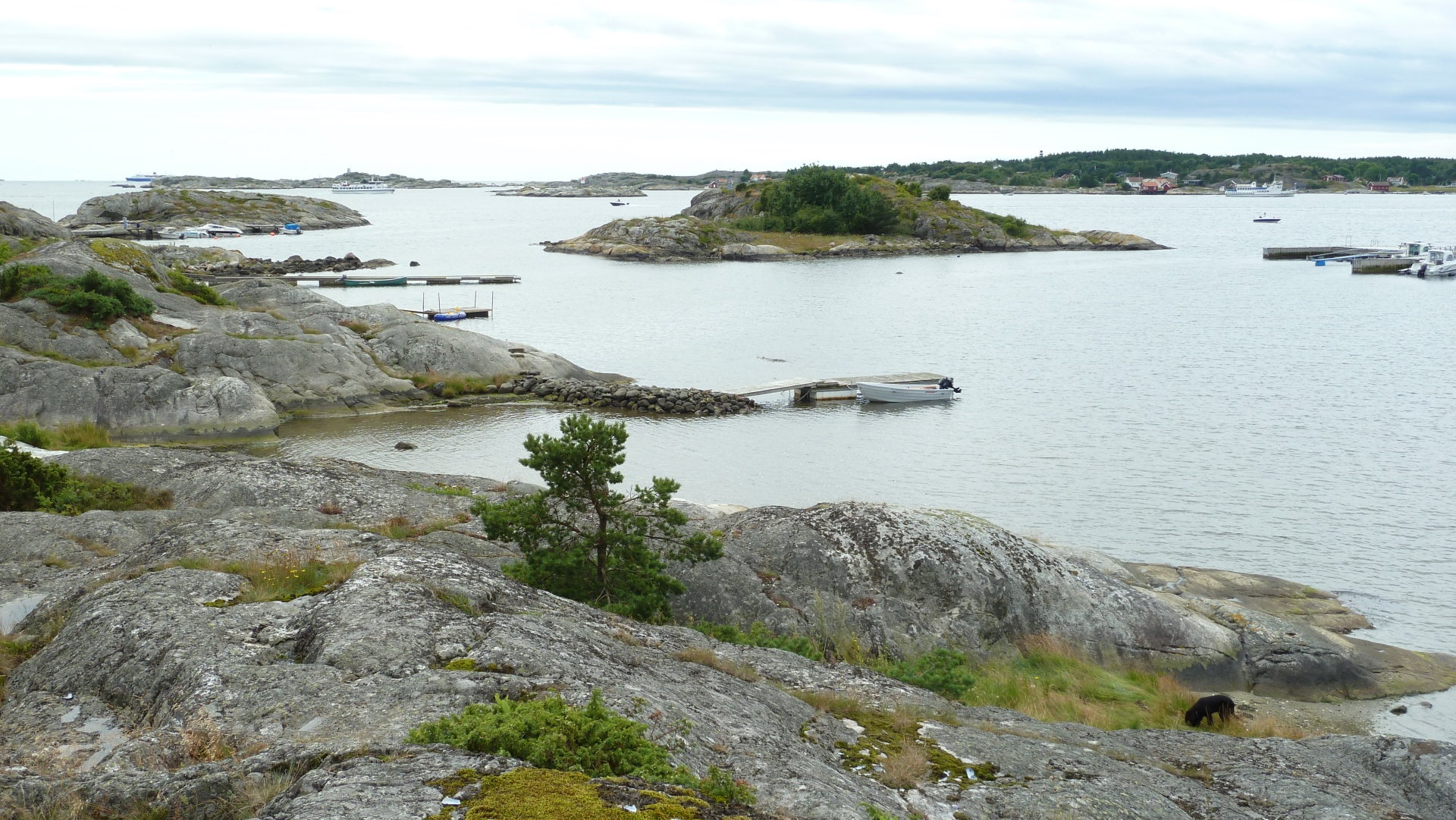
Extrémité sud de Søndre Sandøy. Herføl en arrière-plan.
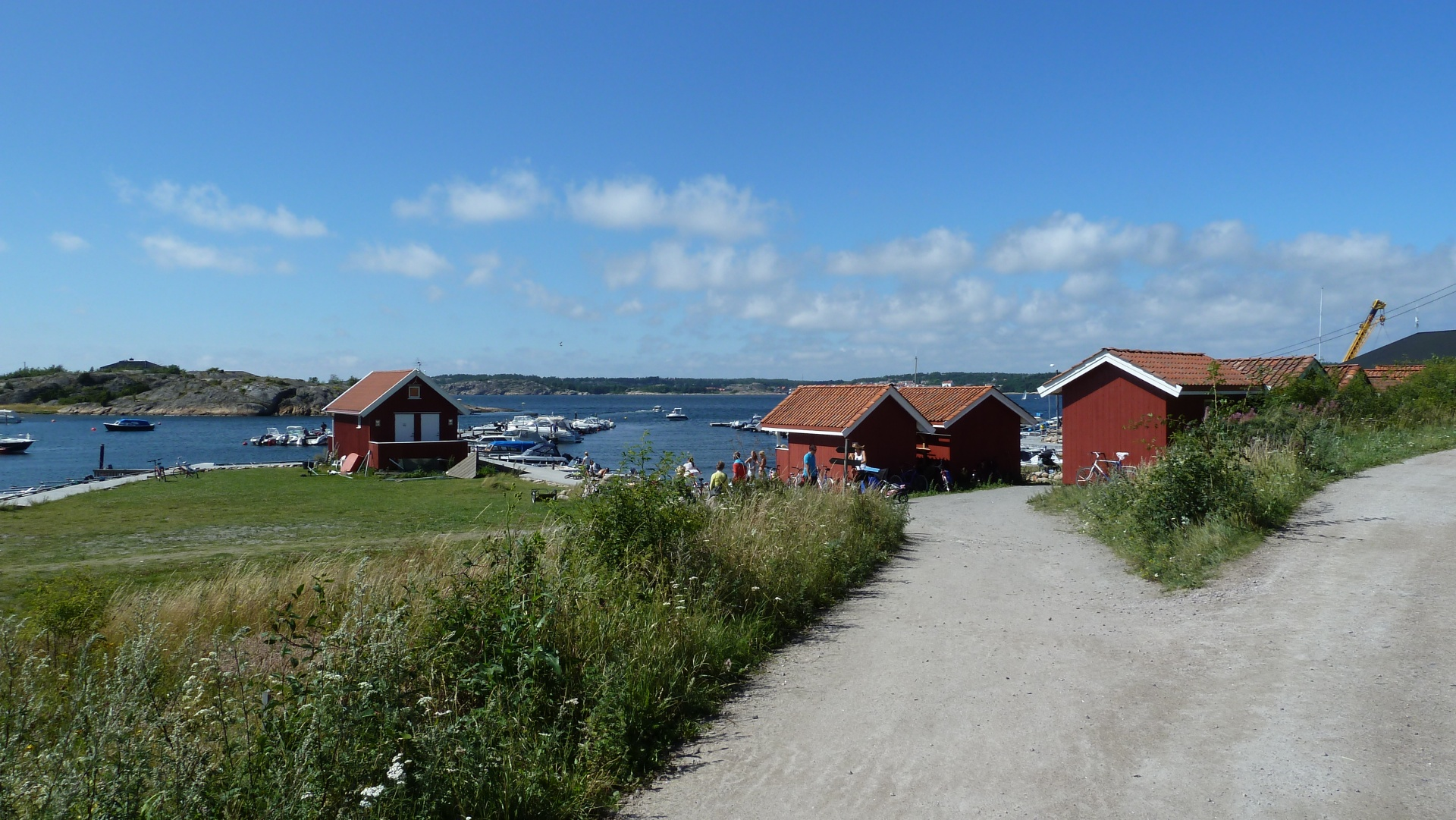
Nedgården - le centre de l'île avec un café.
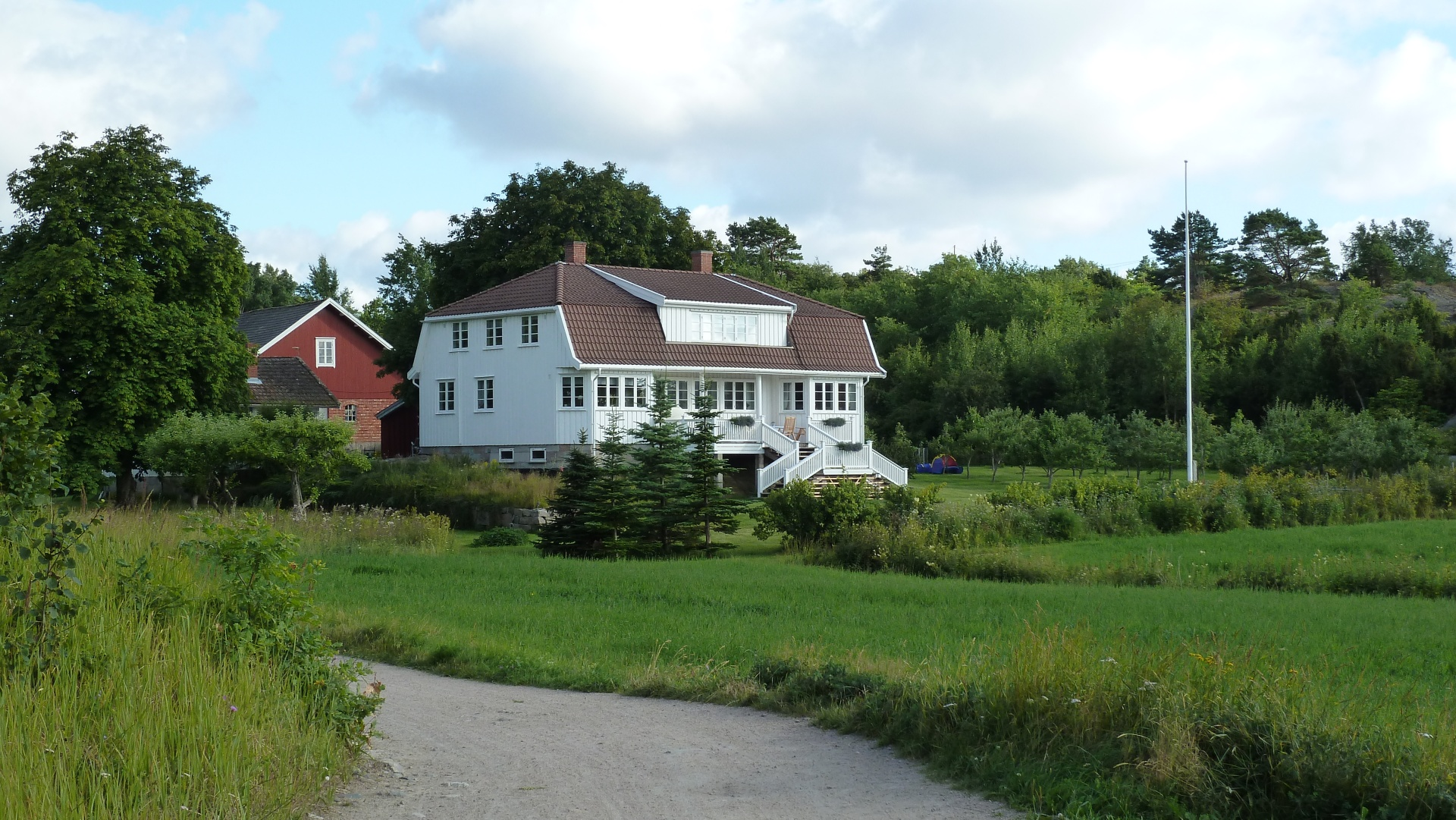
Une des deux fermes encore en activité.
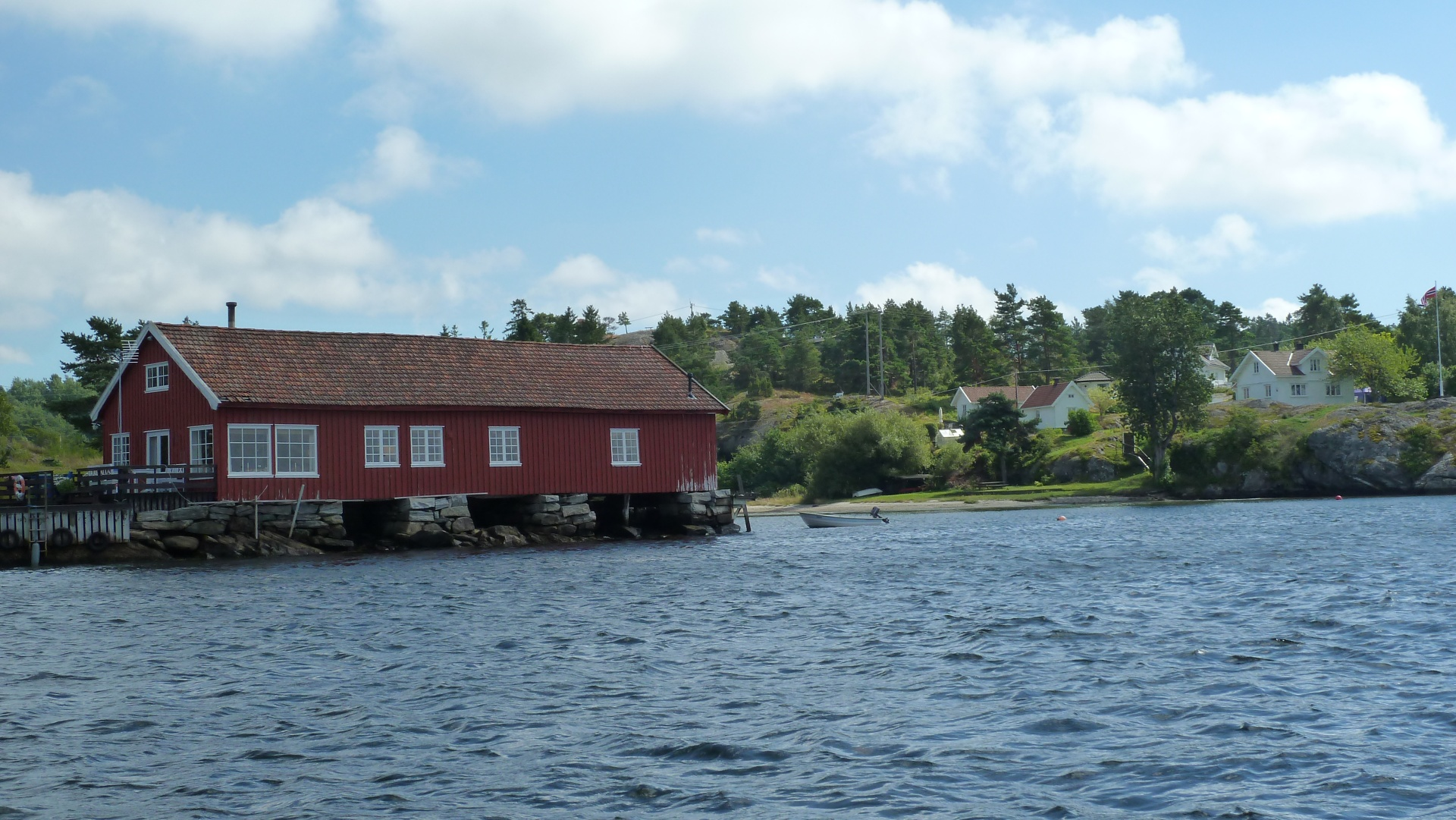
Ancienne salière à harengs à Gravningsund transformée en maison de vacances.